# 18-та кулеметно-артилерійська дивізія (РФ)
18-та кулеметно-артилерійська дивізія — формування ракетних військ і артилерії Східного військового округу ЗС Росії.
Штаб дивізії розташований у селищі Гарячі Ключі на острові Ітуруп. 18 кулад примітна тим, що є єдиним кулеметно-артилерійським з'єднанням в Збройних Силах, причому єдиною нерозформованою дивізією Сухопутних військ за Анатолія Сердюкова в ході реформ 2008—2013 років.
Умовне найменування — Військова частина № 05812. Інше найменування Курильський укріплений район. Сформована у 1978 році на базі кількох частин 129-ї навчальної мотострілецької дивізії (післявоєнного формування).

## Історія
Сформована 19 травня 1978 року у селищі Князе-Волконське під Хабаровськом й відразу переведена на острови Ітуруп та Кунашир.
На кінець 1980-х дивізія перебувала у складі 51-ї загальновійськової армії, в чиєму веденні були озброєні формування дислоковані на Курильських островах і Сахаліні.
Влітку 2022 року підрозділи дивізії брали участь у вторгненні в Україну на Слов’янському напрямку. Один із військовослужбовців дивізії, загиблих у боях за Краснопілля, удостоєний звання Героя Російської Федерації.

## Склад

### 1990
- управління
- 484-й кулеметно-артилерійський полк (м. Южно-Курильськ);
- 605-й кулеметно-артилерійський полк (с. Гарячі Ключі);
- 1527-й окремий кулеметно-артилерійський батальйон (п. Крабозаводское);
- 110-й окремий танковий батальйон (с. Гарячі Ключі);
- 209-й окремий зенітний ракетно-артилерійський дивізіон (с. Гарячі Ключі);
- реактивний артилерійський дивізіон;
- 911-й окремий батальйон матеріального забезпечення (с. Гарячі Ключі);
- 584-й окремий ремонтно-відновлювальний батальйон (с. Гарячі Ключі);
- 614-й окремий інженерно-саперний батальйон (с. Гарячі Ключі);
- 1114-й окремий батальйон зв'язку (с. Гарячі Ключі);
- 308-й окремий медичний батальйон (м. Южно-Курильськ);
- окрема ремонтна рота (с. Гарячі Ключі);
- окрема рота хімічного захисту (с. Гарячі Ключі);
- ОВКР (с. Гарячі Ключі). [6]

### 2017
У складі дивізії:
- управління дивізії (Гарячі Ключі)
- 46-й кулеметно-артилерійський (раніше 484-й) полк, в/ч 71435 (сел. Лагунне на острові Кунашир);
- 49-й кулеметно-артилерійський (раніше 605-й) полк, в/ч 71436 (Гарячі Ключі)
- Рота БПЛА (о. Ітуруп)
- Рота управління (о. Ітуруп)
- Пожежна команда

Склад кулеметно-артилерійського полку (2017)
- Управління;
- 1-й кулеметно-артилерійський батальйон;
- 2-й кулеметно-артилерійський батальйон;
- Механізований батальйон мобільний (на МТ-ЛБ);
- Танкова рота (9 од. Т-72Б);
- Протитанковий артилерійський дивізіон (18 од. 2С5 або 6 од. 2С5 і 12 од.  2А36);
- Реактивна артилерійська батарея (6 од. 9К51);
- Батарея ПТУР;
- Зенітний ракетно-артилерійський дивізіон (6 од. «Стріла-10», 6 од. « Шилка», 27 од.  9К38 «Голка»);
- Зенітний ракетний дивізіон (8 од.  Тор-М2У);
- Інженерно-саперна рота;
- Рота РЕБ;
- Рота управління (зв'язку);
- Рота РХБЗ;
- Рота матеріального забезпечення;
- Ремонтна рота.

## Озброєння і військова техніка (ОВТ)
Основне озброєння дивізії:
- БМ-21 «Град» — 18 одиниць;
- 152-мм САУ 2С5 і 152-мм гармата «Гіацинт-Б» — 36 одиниць;
- 9К37М1 «Бук-М1» — 12 одиниць;
- 9К35 «Стріла-10» — 12 одиниць;
- ЗСУ-23-4 «Шилка» — 12 одиниць;
- 122-мм гаубиця Д-30 — 18 одиниць;
- 100-мм польова гармата БС-3 — 12 одиниць;
- 82-мм міномет 2Б14 «Піднос» — 18 одиниць;
- ЗУ-23-2 — 8 одиниць;
- БМ 9А331МУ — 8 одиниць;
- Т-80БВ — 94 одиниці;
- МТ-ЛБ — н / д[11][12] .

## Командування
Командири дивізії:
- полковник Морозов, Іван Сергійович (1976—1979)
- генерал-майор Мельничук, Федір Іванович (1979—1981)
- полковник Костенко Анатолій Іванович (1981—1984)[13]
- генерал-майор Ситников В. І. (1984—1986)
- полковник Подашев В. Б. (1986—1988)
- генерал-майор Калишев Микола Ілліч (1988—1990)
- генерал-майор Хлопцев В. В. (1990—1991)
- генерал-майор Еніватов В. Г. (1991—1994)
- генерал-майор Журавльов С. Л. (1994—1996)
- генерал-майор Гусєв В. Г. (1996—1998)
- генерал-майор Курліков Олександр Вікторович (1998 — листопад 2002)[14].
- генерал-майор Козлов Володимир Олександрович (листопад 2002 — травень 2007)[15]
- полковник Асапов Валерій Григорович (травень 2007 — липень 2009)
- полковник Климовський Сергій Євгенович (липень 2009 — червень 2010)
- полковник Кірсі Павло Валентинович (червня 2010 — червень 2011)[16]
- генерал-майор Краєв Дмитро Володимирович (з червня 2011)
- генерал-майор Абдулхаджіев Руслан Магомедович

## Втрати
Відомі втрати дивізії: